# تيري كاميليري
تيري كاميليري (بالإنجليزية: Terry Camilleri)‏ هو ممثل أسترالي، ولد في 1949 في مالطا.

## أعمال

### أفلام
- (1983) سوبرمان 3[4][5]
- (1998) عرض ترومان[6]

### مسلسلات
- جاغ

## وصلات خارجية
- تيري كاميليري على موقع IMDb (الإنجليزية)
- تيري كاميليري على موقع ألو سيني (الفرنسية)
- تيري كاميليري على موقع أول موفي (الإنجليزية)
- تيري كاميليري على موقع قاعدة بيانات الأفلام السويدية (السويدية)
- تيري كاميليري على موقع قاعدة بيانات الفيلم (الإنجليزية)
- تيري كاميليري على موقع كينوبويسك (الروسية)